# Vai pra Onde?
Vai Pra Onde? é um programa de televisão brasileiro exibido pelo Multishow e apresentado por Bruno de Luca. O programa mostra diferentes destinações de turismo, dando dicas de hospedagem, alimentação e programas noturnos para turistas jovens que querem gastar o mínimo possível. Diversas cenas são gravadas por câmeras empunhadas pelo próprio De Luca.
O programa estreia em 11 de maio de 2007 sendo o primeiro destino do apresentador Recife

## Episódios
| Temporada | Episódios | Exibição Original       | Exibição Original      |
| Temporada | Episódios | Estreia da temporada    | Final da temporada     |
| --------- | --------- | ----------------------- | ---------------------- |
| 1ª        | 10        | 11 de maio de 2007      | 06 de novembro de 2009 |
| 2ª        | 08        | 01 de fevereiro de 2011 | 22 de março de 2011    |
| 3ª        | 09        | 07 de julho de 2011     | 01 de setembro de 2011 |
| 4ª        | 08        | 03 de novembro de 2011  | 22 de dezembro de 2011 |
| 5ª        | 06        | 31 de janeiro de 2012   | 06 de março de 2012    |
| 6ª        | 06        | 06 de setembro de 2012  | 25 de outubro de 2012  |
| 7ª        | 12        | 03 de outubro de 2013   | 19 de dezembro de 2013 |
| 8ª        | 10        | 09 de outubro de 2014   | 18 de dezembro de 2014 |
| 9ª        | 11        | 26 de janeiro de 2015   | 13 de abril de 2015    |
| 10ª       | 10        | 23 de janeiro de 2016   | 02 de abril de 2016    |
| 11ª       | 11        | 26 de janeiro de 2017   | 13 de abril de 2017    |
| 12ª       | 10        | 11 de outubro de 2018   | 20 de dezembro de 2018 |
| 13ª       | 10        | Novembro de 2019        |                        |